# Titina
Titina és una pel·lícula d'animació dirigida per Kajsa Næss. Explica la història real de la gossa Titina, una petita terrier que va explorar el pol Nord en un dirigible l'any 1926 juntament amb el seu amo, l'enginyer italià Umberto Nobile, i l'explorador noruec Roald Amundsen. La pel·lícula va arribar als cinemes noruecs l'octubre del 2022. S'ha doblat i subtitulat al català.